# Altes Schloss Bayreuth

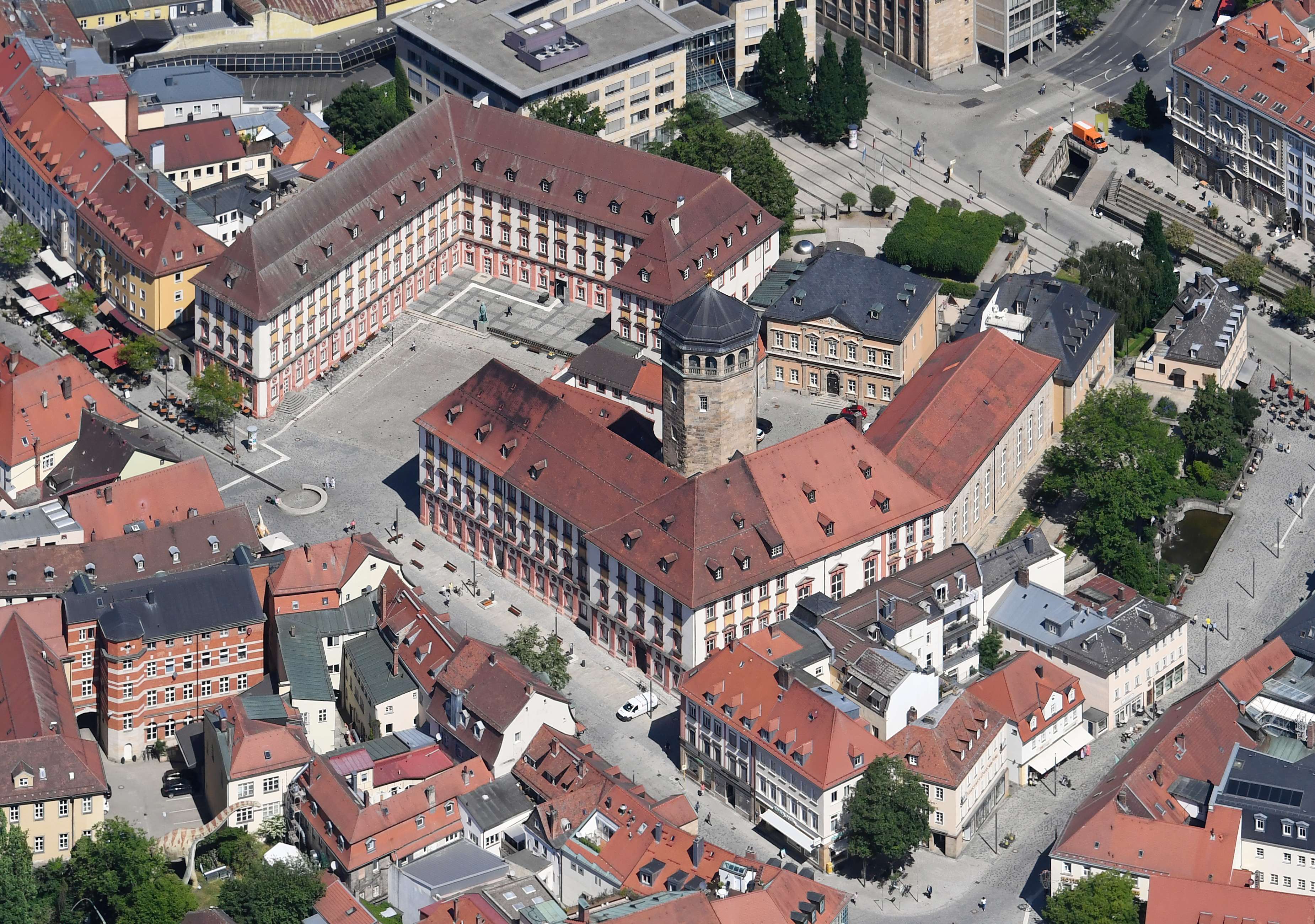
Das Alte Schloss von Süden aus der Luft gesehen

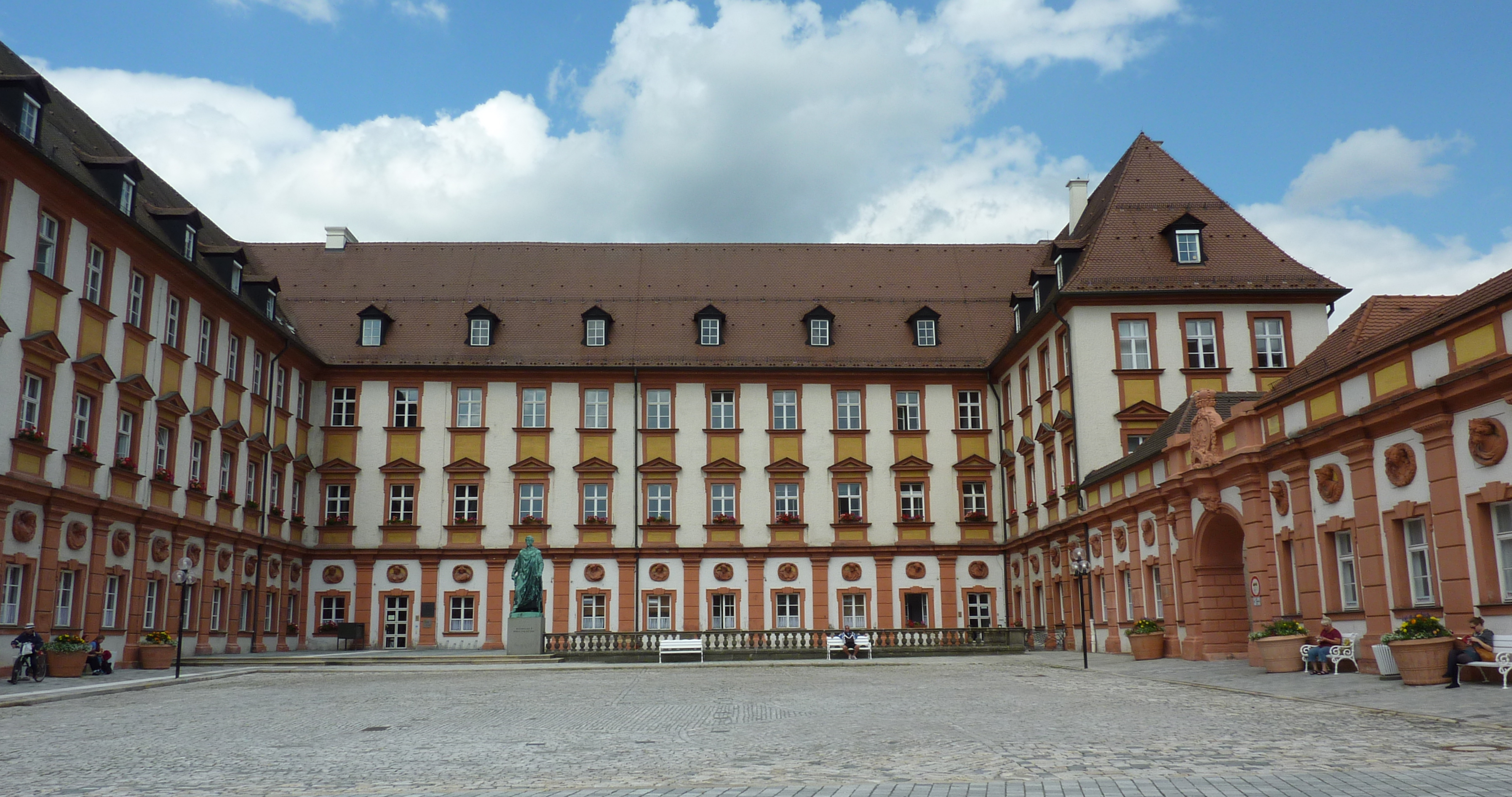
Altes Schloss mit Ehrenhof: links das Denkmal für Maximilian II., rechts der Durchgang zum inneren Hof und zur Schlosskirche (2013)

Das Alte Schloss in Bayreuth war von 1603 bis 1753, vor dem Umzug ins Neue Schloss Mitte des 18. Jahrhunderts, Residenz der Markgrafen von Brandenburg-Bayreuth. Heute ist das Gebäude an der Maximilianstraße Teil der Historischen Innenstadt und dient seit 1953 als Sitz des Finanzamts. Es ist nicht zu verwechseln mit dem Alten Schloss in der Bayreuther Eremitage.

## Vorgeschichte

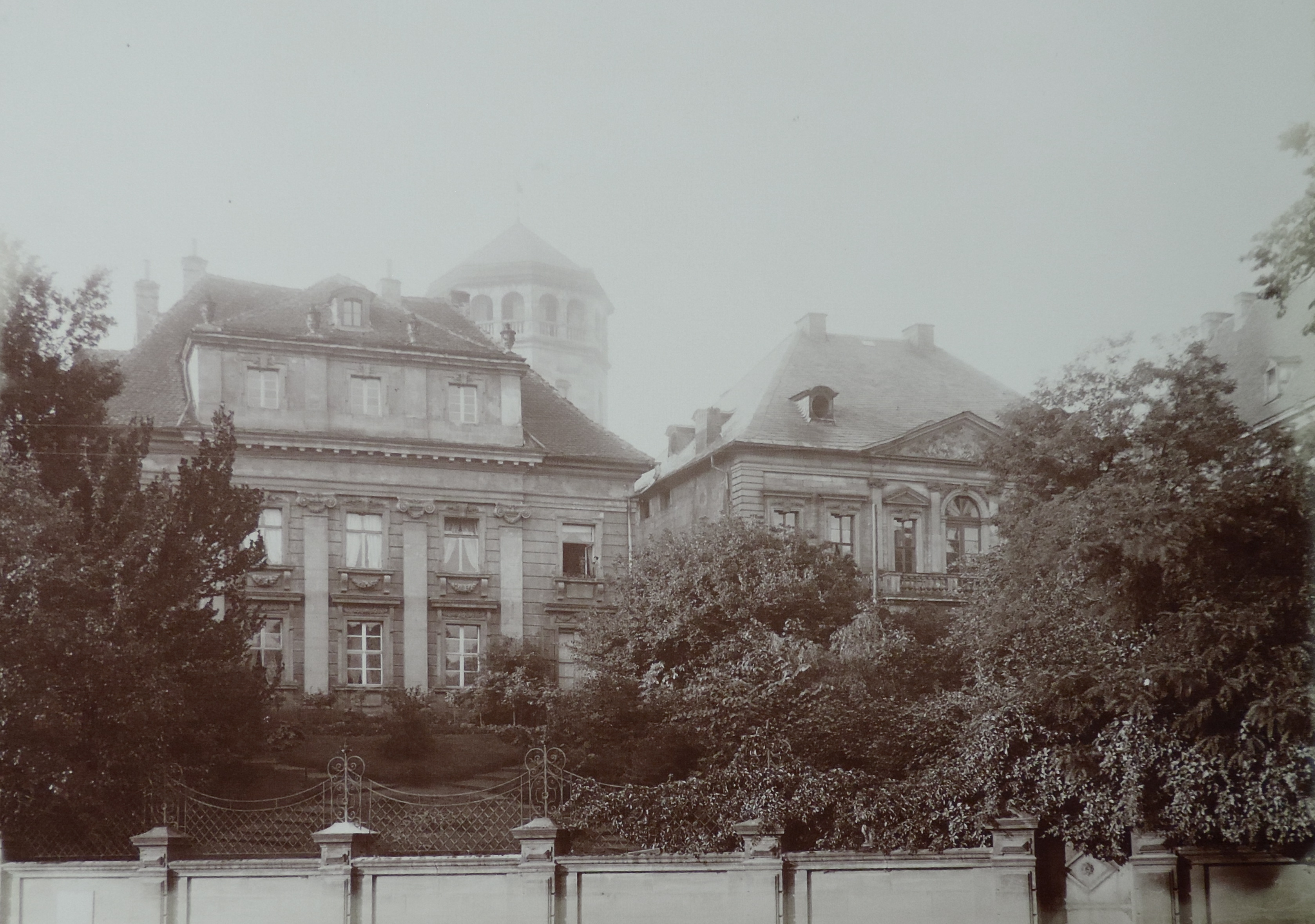
Gontard-Haus und Palais d’Adhémar, um 1910

Die Grafen von Andechs, ab 1180 zugleich Herzöge von Meranien, waren zwischen 1098 und 1248 Herren des Orts und ließen in Bayreuth ein erstes Schloss errichten. Vermutlich war es ein unbefestigter Amtssitz, denn der Bau einer Befestigungsanlage hätte dem Giechburg-Vertrag von 1149 zwischen den Andechsern und dem Hochstift Bamberg widersprochen. Das sog. Meranierschloss lässt sich im Bereich des Alten Schlosses als Vorgängerbau des 1753 abgebrannten Markgrafenflügels lokalisieren. Diesen Platz nehmen heute das Palais d’Adhémar und das 1761 fertiggestellte Gontard-Haus ein.
Es wird angenommen, dass das Anwesen erst entstand, nachdem bereits ein Marktplatz und Bürgerhäuser vorhanden waren. Von dort leiteten die Markgrafen von Brandenburg-Kulmbach (mit den Residenzen Ansbach und Plassenburg) bei einem Besuch in der Stadt ihre Geschäfte. Das fortifikatorisch an günstiger Stelle gelegene Bauwerk könnte aber auch bereits für die Gründung bzw. Verlegung der Siedlung eine Rolle gespielt haben. Noch im 17. Jahrhundert sprachen zeitgenössische Quellen von der „Burg“ Bayreuth.
Das Aussehen des Meranierschlosses ist nicht überliefert. 1481 berichtete Hans von Redwitz dem Markgrafen Albrecht Achilles, das Schloss sei sehr verfallen. Das Dach sei zu erneuern und das Gebälk könne die Last der Bedachung nicht mehr tragen. Aus seinen Angaben geht hervor, dass das Gebäude Fachwerk und einen Turm aufwies. Im Oktober 1491 erhielt ein Meister Hansen aus Trebgast den Auftrag, „den Turm am alten Gemäuer zu überhauen, ihn nach aller Notdurft auszuzwicken und ihn zu verwerfen“. Der Steinmetz sollte „das Gewölbe über die Kapelle machen, wie es die Notdurft erfordere“, und einen Übergang zwischen dem Turm und der Kemenate herstellen.
Der damalige Turm ist nicht mit dem heutigen Schlossturm identisch. Er stand vermutlich an der Nordostecke des Sandsteinsporns und trug im Jahr 1447 bereits Glocken. Nach Artikel 11 der Polizeivorschrift jenes Jahres durfte, sobald die Schlossglocken zur Nacht geläutet hatten, kein Wirt mehr Getränke ausschenken. Während des Markgräflerkriegs vernahmen die Belagerten, der Anführer des Belagerer wolle „das Ecke am Schloß ernstlich beschiesen“. Der Turm im Schloss sei deshalb „mit großer Fron und arbeit außgeschütet worden, es ist aber gleichwol kein ernst darauff gefolget“.

## Geschichte

Altes Schloss mit dem Markgrafenbrunnen im Ehrenhof, frühes 18. Jahrhundert

Georg Friedrich I. (1557–1603), der noch in Kulmbach residierte, legte während seiner 47 Jahre währenden Regierungszeit den Grundstein für den heutigen Bau. Markgraf Christian (1603–1655) verlegte zu Beginn seiner Regierungszeit seine Residenz von Kulmbach nach Bayreuth in das Schloss. Nach einem Stadtbrand 1621 konnte die Herrschaft mehrere anliegende Häuser aufkaufen. Hofbaumeister Michael Mebart führte nach 1600 den Marstallbau und die erdgeschossigen Anlagen des Kurfürstenbaus sowie des Ost- und Nordflügels um den alten Ehrenhof (heutiger innerer Hof) aus. Elias Gedeler leitete später die Arbeiten, während derer die Flügel um den Innenhof zur Dreigeschossigkeit erhöht wurden. Ab 1691 erfolgte die Vereinheitlichung sämtlicher Hoffassaden durch Vorblenden von Arkaden- und Pilastergliederung nach dem Entwurf von Charles Philippe Dieussart, vollendet von Leonhard Dientzenhofer. Einziger bauplastischer Schmuck wurde eine Serie von 43 Medaillons oberhalb der Erdgeschossfenster, die antike Götter und Helden wie Diana und Herkules zeigen. Ende des 17. Jahrhunderts bestand das Bauwerk in einer Vierflügelanlage, die den heutigen inneren Hof umschloss. Die Hauptfront des Gebäudes war damals nach Norden – zum heutigen Luitpoldplatz hin – gerichtet. Von diesen Bauteilen steht nur noch der achteckige Turm, der von 1565 bis 1567 von Caspar Vischer errichtet wurde.

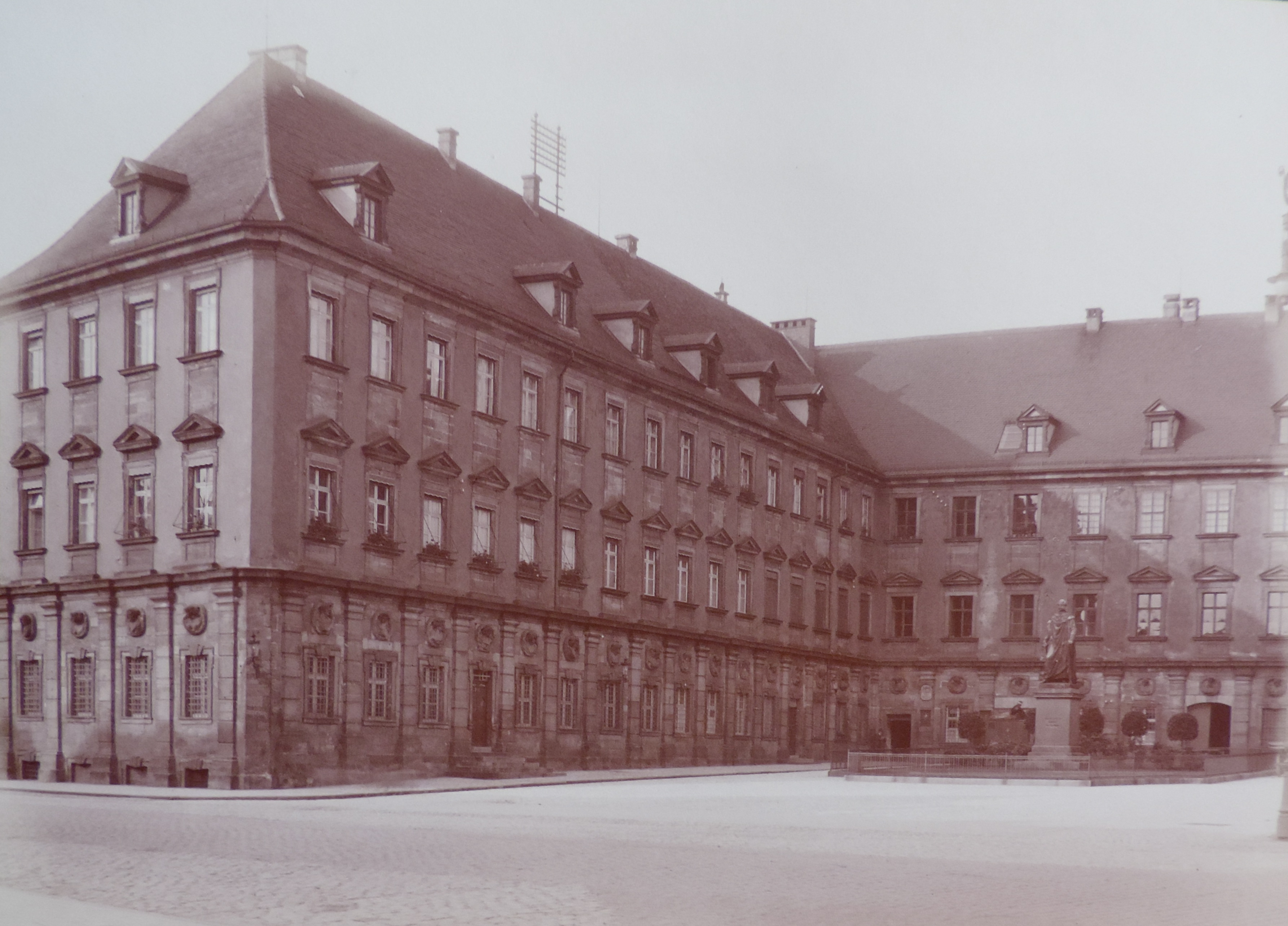
West- und Nordflügel um 1910

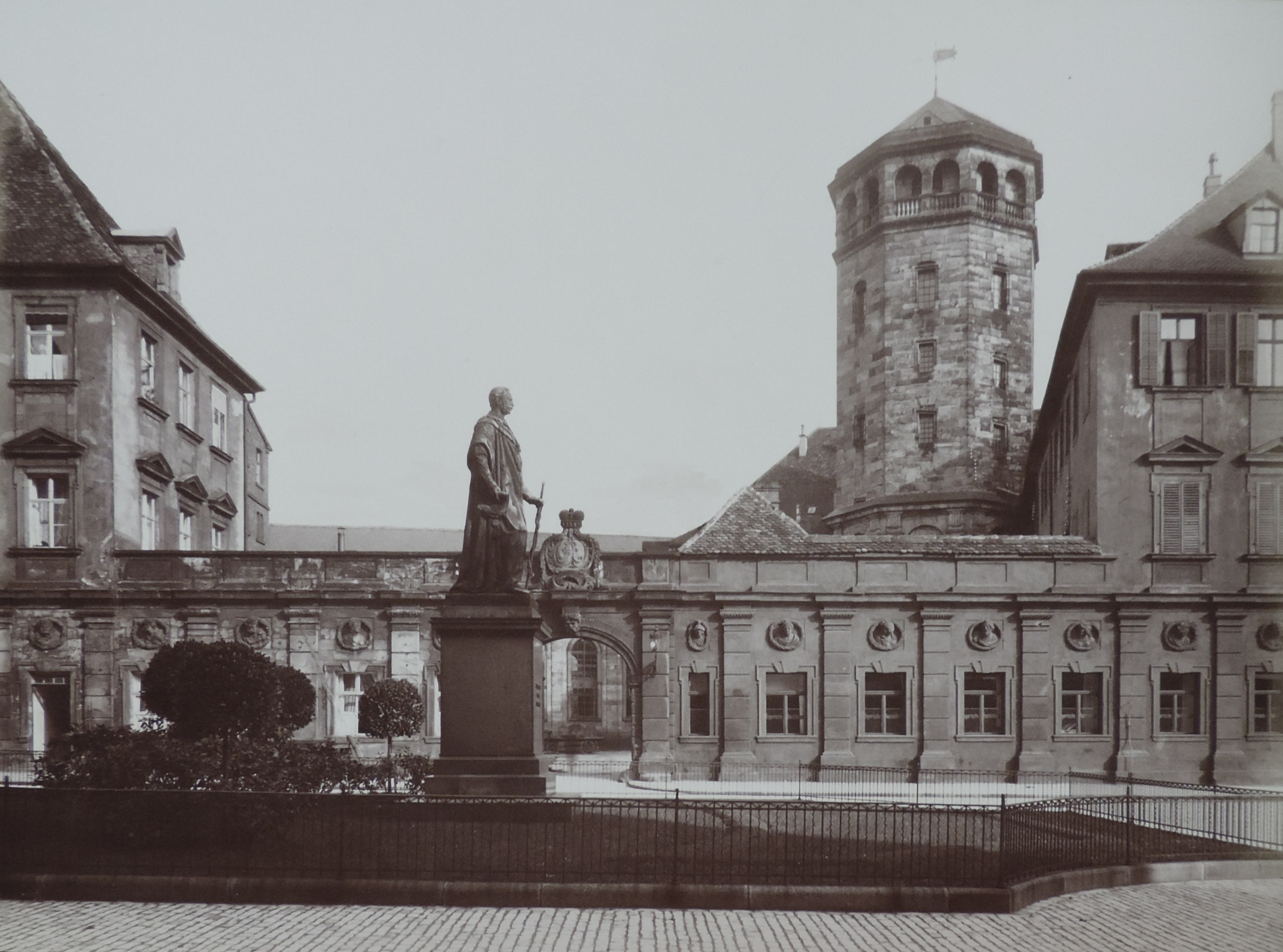
Äußerer Hof (Ehrenhof) mit Maximiliansdenkmal am einstigen Standort des Markgrafenbrunnens, dahinter der eingeschossig gebliebene Mitteltrakt mit Durchgang zum inneren Hof, um 1910

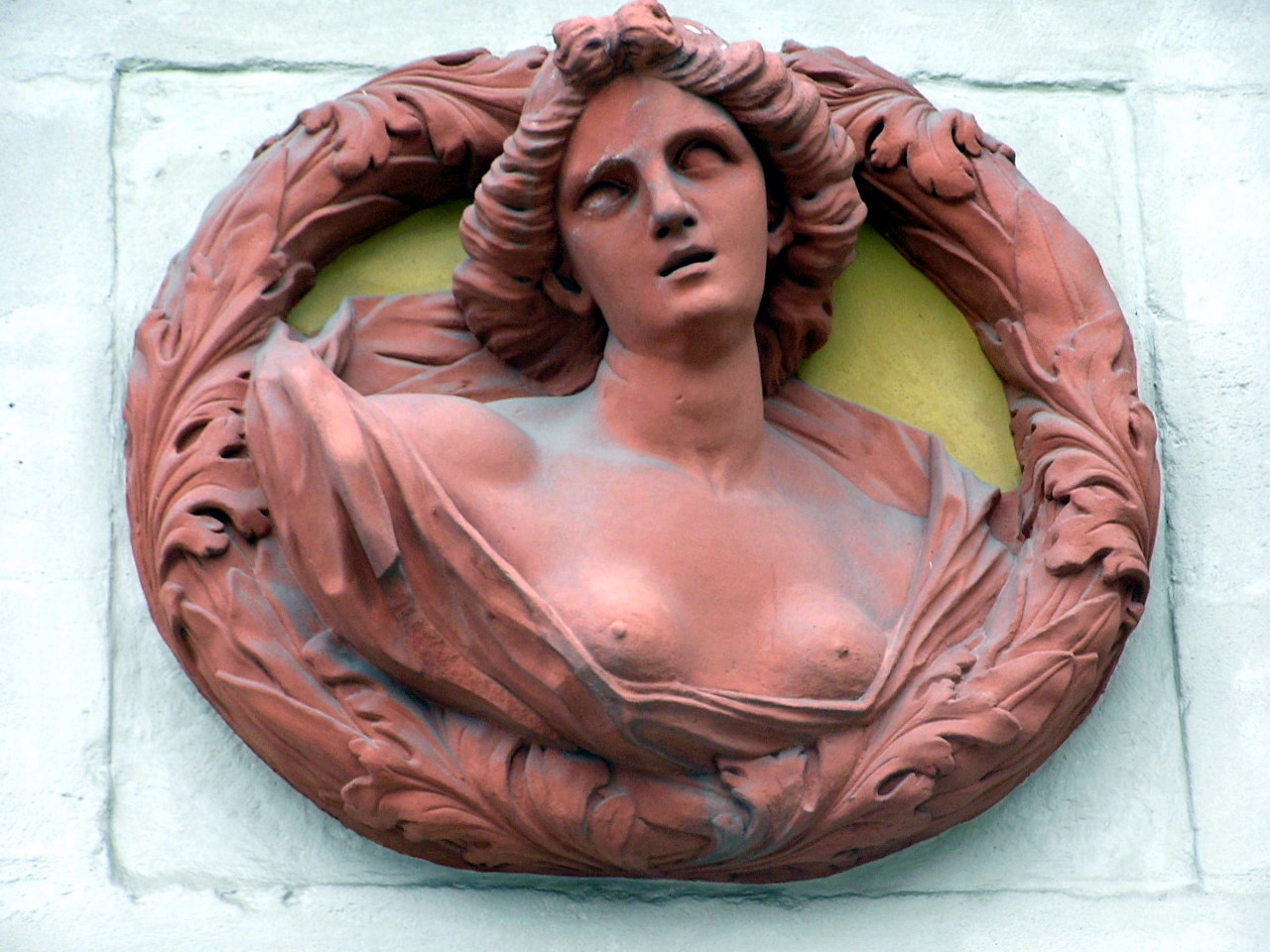
Reliefmedaillon über einem Erdgeschossfenster

Markgraf Christian Ernst (1644–1712, Markgraf ab 1655) ließ den Baumeister Leonhard Dientzenhofer die Gebäude um den Schlosshof erweitern, insbesondere um einen weiteren Nord- und einen Westflügel. Die sechs Bürgerhäuser in der vorderen Reihe wurden seit dem Stadtbrand von 1621 nach und nach von den Markgrafen aufgekauft und abgebrochen, wodurch der Ehrenhof zum Markt hin geöffnet wurde.
Aus der zweiten Hälfte des 17. Jahrhunderts datiert eine Folge dieser Baumaßnahme, die einheitliche Fassadenform in den Farben weiß, rot und ockergelb. Im großen Saal ließ Christian Ernst eine Theaterbühne einbauen, wo deutsche und italienische Opern sowie Komödien von Molière aufgeführt wurden. Ab 1668 ließ er im alten Ostflügel eine Kapelle errichten. Die beiden zur Stadt hin gelegenen Flügel (Südflügel und südlicher Ostflügel) wurden unter Christian Ernsts Nachfolger Georg Wilhelm durch Paul Decker angebaut.
1697 bis 1702 wurde das Alte Schloss im italienischen Stil umgebaut. In den Jahren 1699 bis 1705 schuf der Hofbildhauer Elias Räntz den Markgrafenbrunnen, mit dem sich Christian Ernst ein Denkmal für seine Beteiligung an der Befreiung Wiens von der Belagerung durch die Türken setzen ließ. Der Brunnen stand bis 1748 im äußeren Hof (Ehrenhof) des Alten Schlosses und wurde in jenem Jahr an die Reitbahn, einen freien Platz westlich des Hofgartens vor den Toren der Stadt, versetzt.
Ein Brand zerstörte im Januar 1753 die Residenz, woraufhin im Auftrag Friedrichs III. (Markgraf 1735–1763) und dessen Frau Wilhelmine das Neue Schloss mit angeschlossenem Hofgarten in der Ludwigstraße erbaut wurde. Offenbar hatte der Markgraf vergessen, eine Kerze zu löschen, als er nach 20 Uhr ein Gemäldekabinett verließ. In Windeseile breitete sich das Feuer aus; da nur primitive Spritzen zur Verfügung standen und das Löschwasser rasch gefror, ließ er schließlich Artillerie auffahren und eine Bresche zwischen den im Brand stehenden Schlossbereich und dem noch unversehrten Westteil schießen. In jener Nacht wurde der ein geschlossenes Viereck bildende ältere Schlossbereich mit Turm und Kapelle ein Raub der Flammen. Auch der ehemalige Hauptsaal, der seit dem frühen 17. Jahrhundert für Singspiel, Oper und Ballett diente, sowie das sich dort befindliche Deckengemälde von Johann Oswald Harms, gingen verloren. Die Vorlage für dieses Deckengemälde, von Harms mit „1684“ signiert, befindet sich im Herzog Anton Ulrich-Museum in Braunschweig. Während Friedrich nahezu sein gesamtes persönliches Hab und Gut verlor, konnte Wilhelmine ihr wertvollstes Mobiliar, ihre Bücher, Noten und Instrumente weitgehend in Sicherheit bringen lassen.
Der alte Nordflügel, zwischen 1594 und 1599 von Jakob Frauler ausgebaut und einheitlich mit Renaissancegiebeln versehen, und das von Elias Räntz und Paul Decker geschaffene zweigeschossige Prunkportal wurden nach dem Brand nicht wiederhergestellt. Heute befinden sich dort das Gontard-Haus und das Palais d’Adhémar, beide Gebäude wurden zwischen 1759 und 1761 von Carl von Gontard errichtet. Im Letzteren hatte mehr als hundert Jahre die Gesellschaft Harmonie ihr Domizil, weshalb es auch als „Harmoniegebäude“ bezeichnet wird. Vorübergehend wohnte dort auch Jean Paul. Das Gontard-Haus beherbergte von den 1890er Jahren bis 1908 das „Künstlerheim“ Café Sammet. Dort gab es 1897 die erste Filmvorführung Bayreuths; auch wurden in Form von „Völkerschauen“ dort nicht-europäische Menschen zur Schau gestellt. Heute dient es der Schlosskirchen-Gemeinde als Pfarramt.
Der Schlossturm erhielt ein einfaches Zweckdach. Der Mitteltrakt zwischen dem Ehrenhof und dem inneren Hof („Harmoniehof“) blieb beim Wiederaufbau ein eingeschossiges Provisorium, das bis heute in dieser Form besteht. Über dem dortigen Portal prangt eine Kartusche mit dem Monogramm des letzten Markgrafen Alexander.
Der Wiederaufbau des Alten Schlosses zog sich bis in die 1860er Jahre hin. Zwischen 1753 und 1758 wurde am Ort der abgebrannten Schlosskapelle die Schlosskirche Bayreuth errichtet, in der sich die markgräfliche Grablege mit den Särgen Friedrichs III., Wilhelmines und deren Tochter Elisabeth Friederike Sophie befindet.
Am 30. Juni 1860 wurde im Ehrenhof das Standbild des bayerischen Königs Maximilian II. enthüllt. Das Gebäude des Alten Schlosses diente in der Folge verschiedenen Behörden wie dem Hauptzollamt, der Kanzleibibliothek, der Gendarmerie, dem Messungsamt, sowie dem Straßen- und Flussbauamt als Sitz. Nach dem Verkauf des Fürstentums Bayreuth an das Königreich Bayern im Jahr 1810 beherbergte der Südflügel an der Ecke zum Schloßberglein bis 1904 das Königliche Landgericht mit dem Schwurgericht und der Staatsanwaltschaft. Als Schwurgerichtssaal diente der umgebaute ehemalige Rittersaal. In der Zeit des Nationalsozialismus waren im Alten Schloss vorübergehend Dienststellen der NSDAP-Ortsgruppe untergebracht. Bei einem Luftangriff am 11. April 1945 geriet der Mittelbau in Brand, wobei dessen Dachstuhl und das oberste Stockwerk ausbrannten. Beim Einrücken der amerikanischen Soldaten am 14. April verbrannte die SS im Messungsamt belastende Dokumente. Das Feuer griff auf das gesamte Gebäude und die westlich angrenzenden Häuser über. Der West- und der Nordflügel des Alten Schlosses wurden bis auf die Außenmauern vernichtet, der zwischen den Höfen liegende Flügel wurde stark zerstört. Aufgrund der Einsturzgefahr mussten die Mauern ab 1947 teilweise abgestützt werden.
Die Wiederherstellung des Alten Schlosses war nach dem Ende des Zweiten Weltkriegs umstritten. Vielfach wurde der Abriss der Ruine gefordert, und noch im November 1951 wurde der Vorschlag diskutiert, an der Stelle des Gebäudes eine direkte Straßenverbindung vom Bahnhof zur Maximilianstraße zu schaffen. Der Freistaat Bayern stellte schließlich die Weichen für seinen Wiederaufbau, der in den Jahren 1950 bis 1954 durchgeführt wurde. Das Richtfest wurde im Oktober 1952 gefeiert; der westliche Teil konnte 1953 (Bezug durch das örtliche Finanzamt), der östliche ein Jahr darauf fertiggestellt werden. Die Räumlichkeiten im zweiten Stock wurden durch das Landbauamt (bis November 1974) und das Rechnungsprüfungsamt (bis September 1975) genutzt. Seit Oktober 1975 hat in den West- und Nordflügeln des Schlosses nur noch das Finanzamt seinen Sitz.
Bis Dezember 1991 konnte der Ehrenhof als Parkplatz genutzt werden. Mehrere Abteilungen des Finanzamts wurden in den 1990er Jahren in einen Neubau der Energieversorgung Oberfranken an der Stelle des ehemaligen „Stenohauses“ am Luitpoldplatz ausgelagert. Zwischen dem Alten Schloss und dem heute als „Schlossgalerie“ bezeichneten neuen Gebäude wurde 1998 ein 21 m langer Übergang („Steuersteg“) eröffnet. Im Juni 2021 wurde bekannt, dass der dreigeschossige Südflügel, in dem einst die Bayerische Hypo- und Vereinsbank ihr Domizil hatte, von der Münchener Edith-Haberland-Wagner Stiftung erworben wurde.

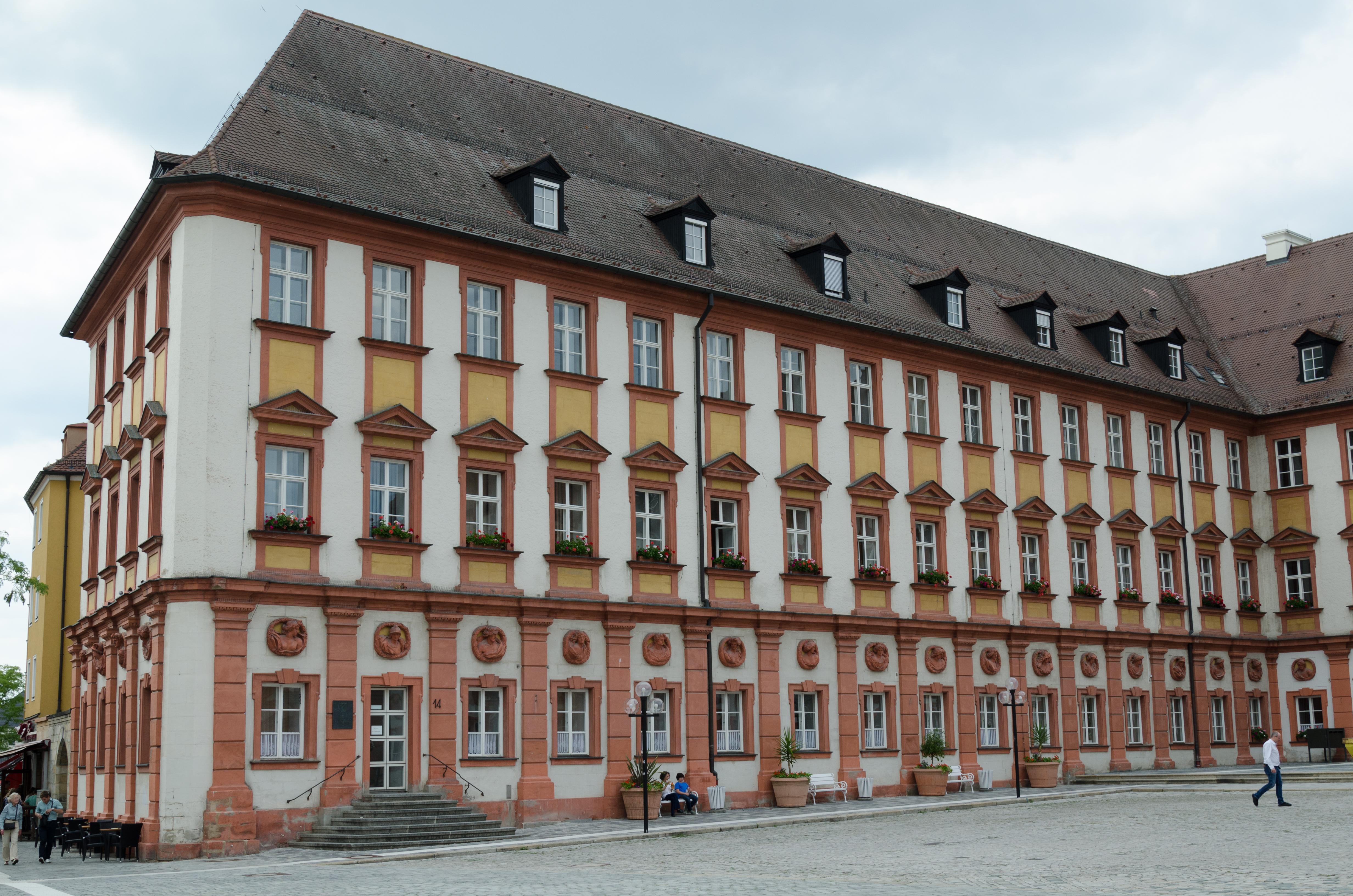
Westflügel
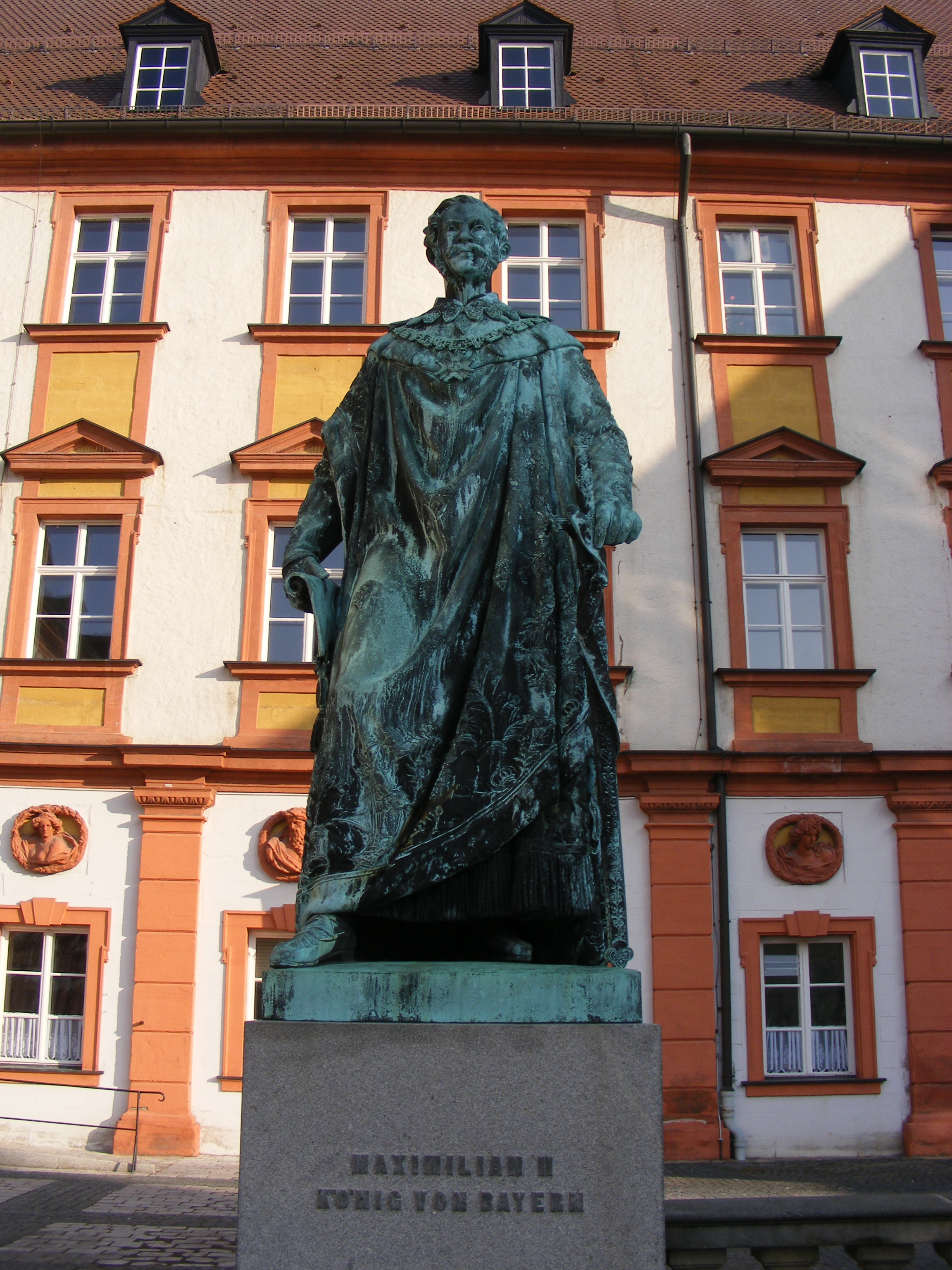
Denkmal für Maximilian II. im Ehrenhof
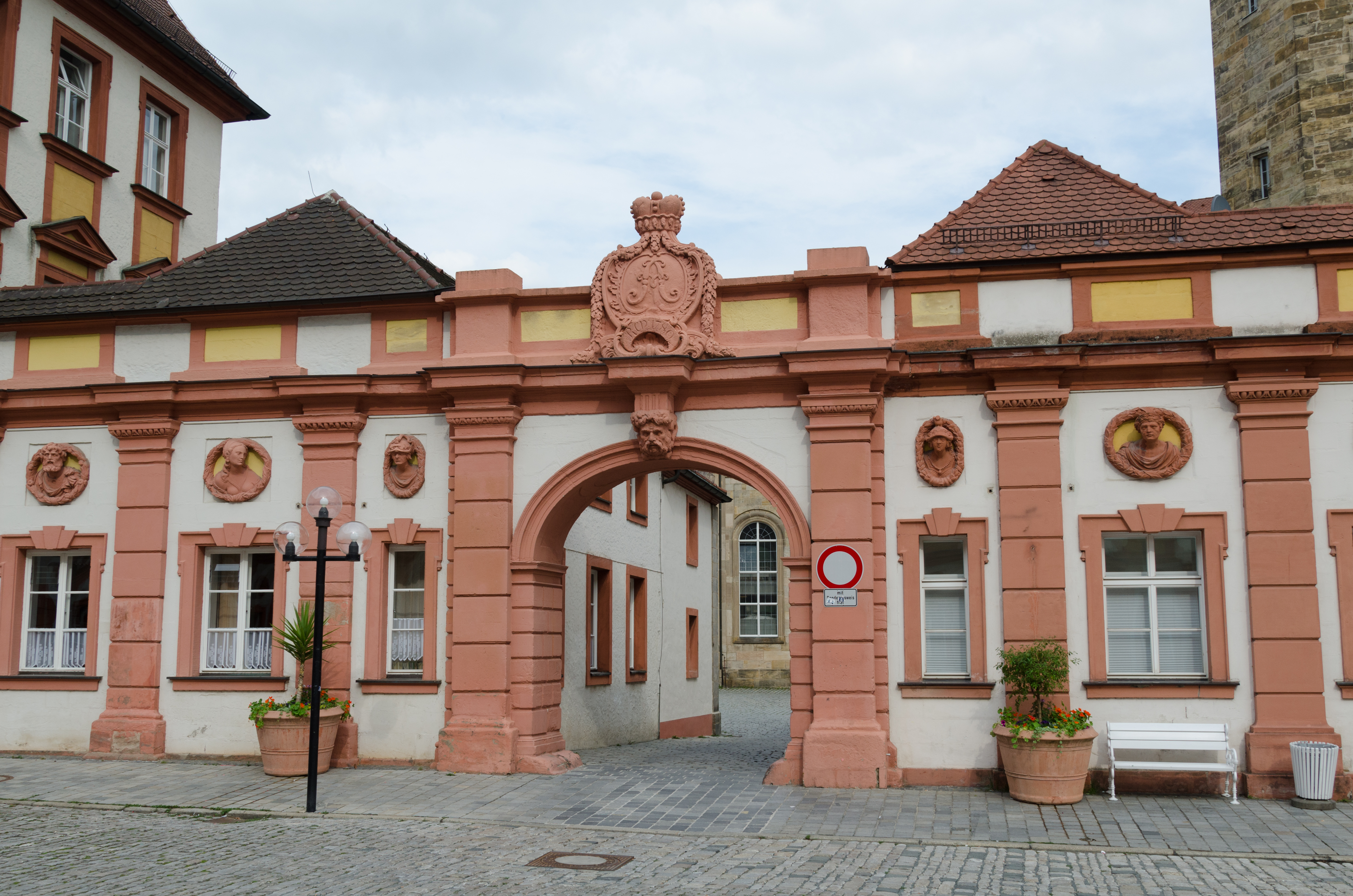
Durchgang vom Ehrenhof zum inneren Hof mit der Schlosskirche
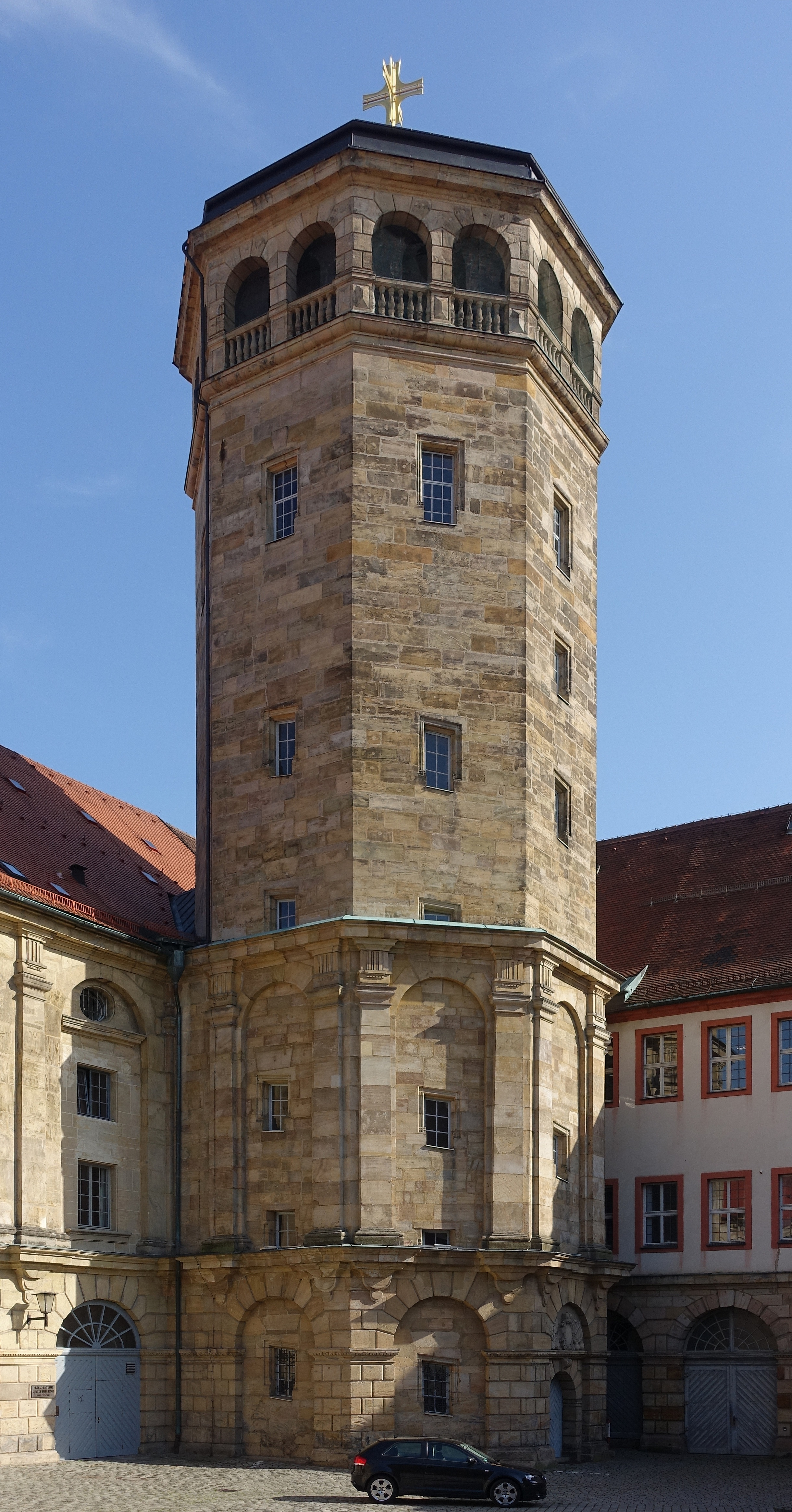
Schlossturm, seit 1960 Glockenturm der Schlosskirche
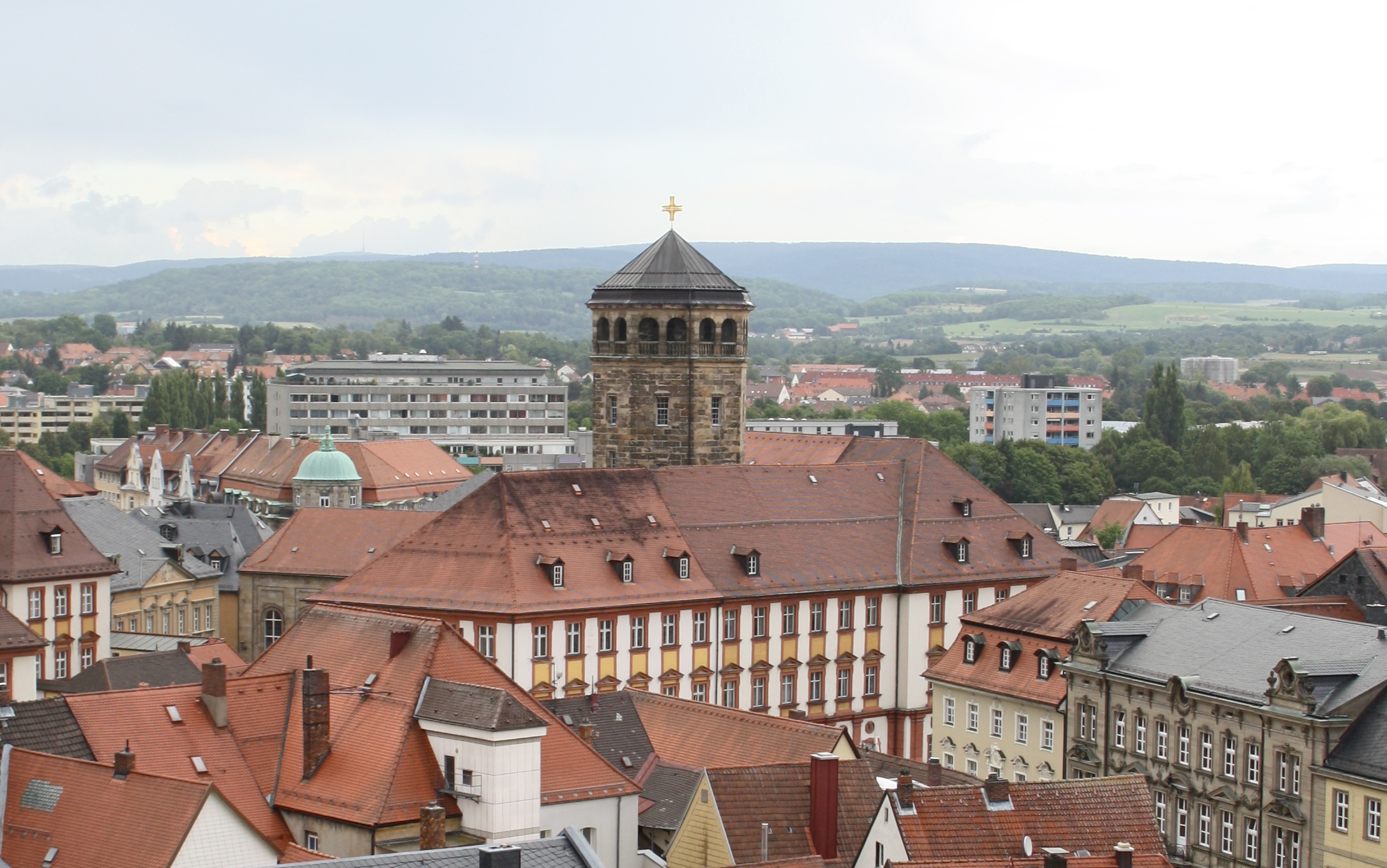
Südflügel und Schlossturm von der Stadtkirche aus gesehen

## Schlossturm

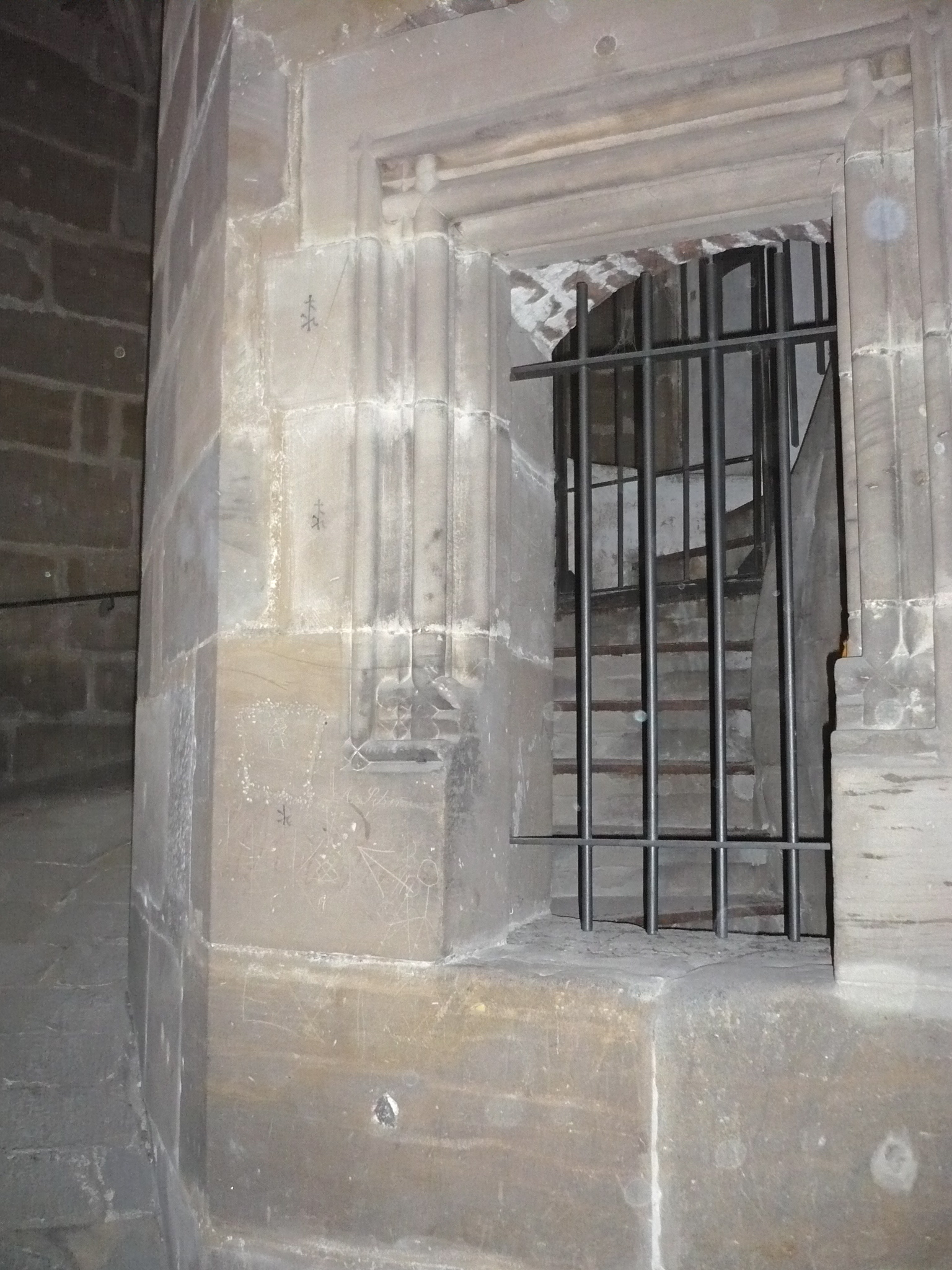
Der Fahrweg des Schlossturms verläuft spiralförmig um die Wendeltreppe in dessen Kern

Der heutige Schlossturm liegt auf dem höchsten Punkt des altens Stadtkerns. Abzüglich des 3,50 Meter hohen Kreuzes ist er 41,33 Meter hoch. Im unteren Teil hat er einen Gesamtdurchmesser von rund 13 Metern, im oberen Teil von etwa 11,50 Metern. Er wurde aus hellem Rhätsandstein (Oberer Keuper) erbaut und ruht auf einem bis zu 3 Meter tiefen Fundament, das auf hartem Burgsandstein (Mittlerer Keuper) aufliegt.
Am achteckigen Schlossturm ist einzigartig, dass sich um den Wendelaufgang für Fußgänger im Turmkern eine stufenlose Straße für den Lastenverkehr windet. Sein Hauptzweck war nämlich, als hohe Geschützplattform für die Verteidigung von Stadt und Schloss zu dienen.
Erbaut wurde er während der Regentschaft Georg Friedrichs I. zur Zeit seiner Ehe mit Elisabeth von Brandenburg-Küstrin. Er folgt den Prinzipskizzen Leonardo da Vincis, die als Grundidee für die Architektur des Turms gelten dürfen. Das Fürstenpaar wurde vom italienischen Renaissance-Baumeister Francesco Chiaramella de Gandino beraten.
1960 wurde der Schlossturm zum Glockenturm der rund 150 Jahre jüngeren Schlosskirche. Das auf der Spitze des Turms angebrachte goldene Kreuz stammt aus dem Jahr 1964. Der katholische Stadtpfarrer ließ es eigenmächtig, unter Umgehung des Stadtrats und gegen dessen Einwände, Ende Mai jenes Jahres anbringen.

## Veranstaltungen

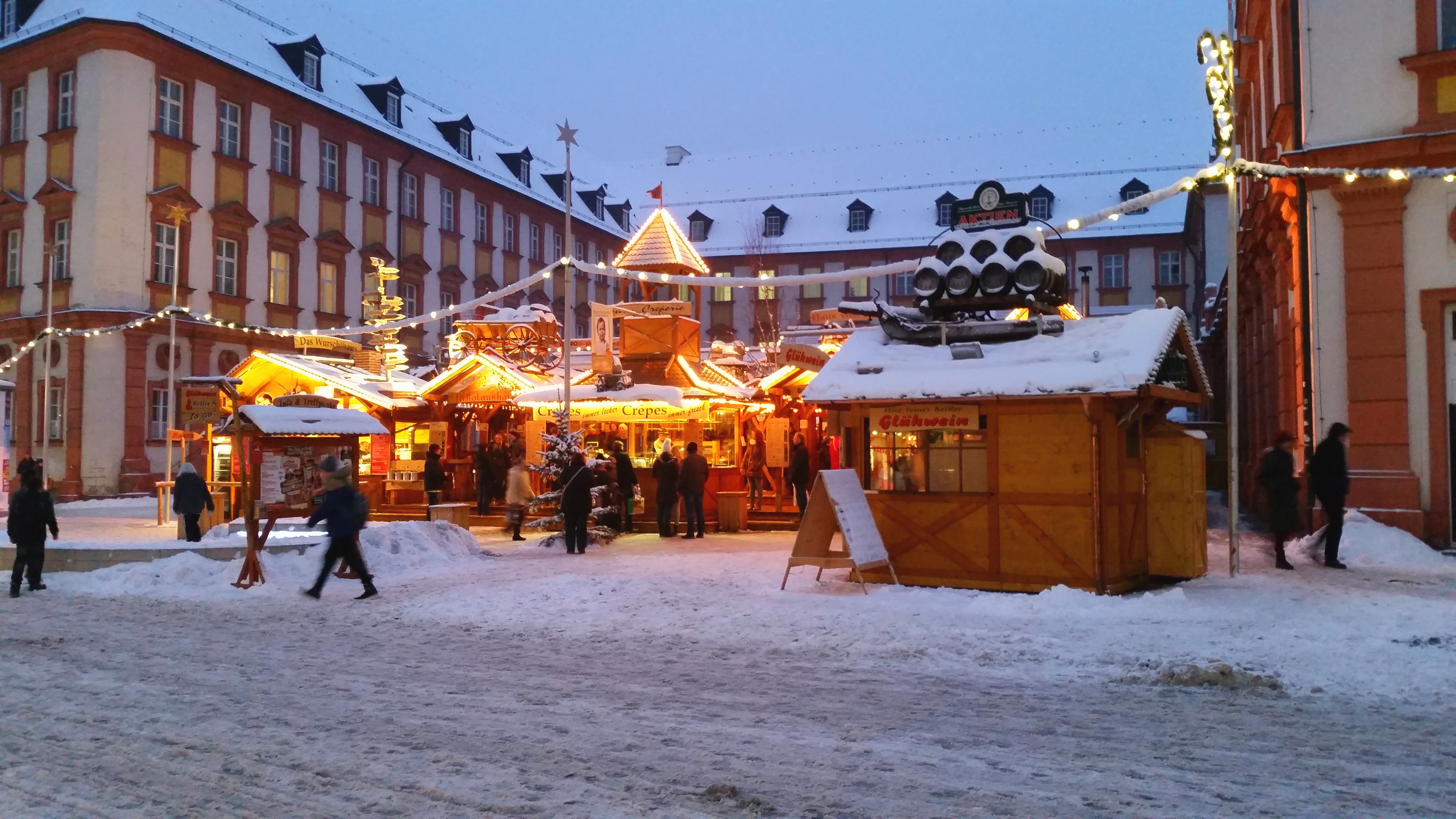
„Winterdorf“ im Ehrenhof des Alten Schlosses, 2014

In den Sommermonaten dient der Ehrenhof gelegentlich als Ort für Freiluftveranstaltungen. 2008 nutzte ihn die Künstlergruppe Silixen AG für ihr Projekt „Parallelaktion“, in diesem Zusammenhang wurde die Lichtinstallation Feuersalamander Gluehwürmchen des Künstlers Roland Schön dort gezeigt. Ab Oktober bis Weihnachten steht im Ehrenhof die gastronomische Lokalität „Bayreuther Winterdorf“.
Als Zeichen der Verbundenheit der Stadt mit der Bundeswehr fand im September 1994 im Ehrenhof erstmals die Vereidigung von Rekruten des von Roth nach Bayreuth verlegten Ausbildungsbataillons der Luftwaffe statt.